# فرانسیسکو روتلان
فرانسیسکو روتلان (اسپانیایی: Francisco Rotllán‎؛ زادهٔ ۶ ژانویهٔ ۱۹۷۰) بازیکن سابق و مربی فوتبال اهل مکزیک است.
وی همچنین در تیم ملی فوتبال زیر ۲۳ سال مکزیک بازی کرده‌است.